# Simona Tesařová
Mgr. Simona Tesařová (* 21. ledna 1965, Ostrava, Československo) je evangelická farářka a pastorační pracovnice, působící ve vazební věznici v Praze na Pankráci.

## Život

### Dětství a mládí
V dětství navštěvovala s babičkou bohoslužby v ostravském sboru Evangelické církve metodistické. Po střední škole studovala teologii na tehdejší Komenského bohoslovecké evangelické fakultě (dnešní Evangelické teologické fakultě Univerzity Karlovy).

### Profesní život
Po dokončení studií sloužila během vikariátu v ostravském sboru Českobratrské církve evangelické pod vedením faráře Klobásy.

#### Činnost ve věznici
Roku 2005 se po přednášce faráře Bohdana Pivoňky stala členkou Vězeňské duchovenské péče. Roku 2007 byla přidělena do pražské vazební věznice na Pankráci, kde poskytuje pastorační rozhovory a slouží bohoslužby v tamní kapli.

#### Činnost v kobyliském sboru
Od 25. června do 31. prosince 2006 působila jako druhá farářka ve sboru Českobratrské církve evangelické v Praze Kobylisích.
Během působení v kobyliském sboru se věnovala i tamnímu sdružení Logos, sdružujícímu křesťany s homosexuální orientací a jejich příbuzné či přátele. V jeho rámci dne 25. listopadu 2006 udělila v kostele U Jákobova žebříku církevní požehnání homosexuálnímu páru v České republice.

#### Nemocniční kaplanka
V závěru roku 2009 se stala kaplankou ve Fakultní nemocnici v Motole.